# Earle Haas
Earle Haas (1888-1981) fue un médico, osteópata e inventor estadounidense.
Inventó el tampón higiénico con aplicador, que se comercializó con el nombre "Tampax". Se licenció en Medicina y en Biociencias por la Universidad de Kansas (KCUMB) en 1918 y pasó 10 años en Colorado como médico de cabecera, luego se mudó a Denver en 1928.